# Cathédrale de l’Immaculée-Conception de Victoria

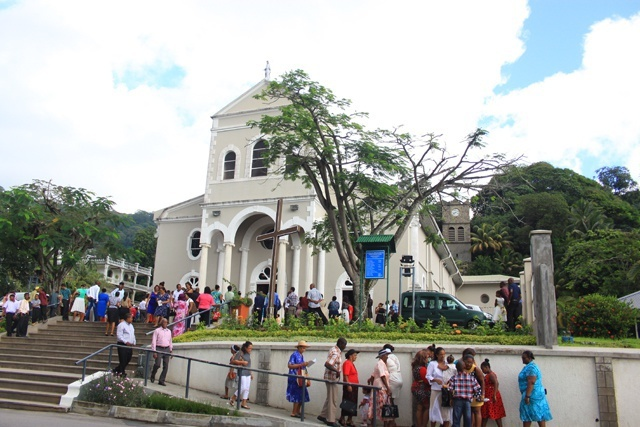
Kathedrale der Unbefleckten Empfängnis

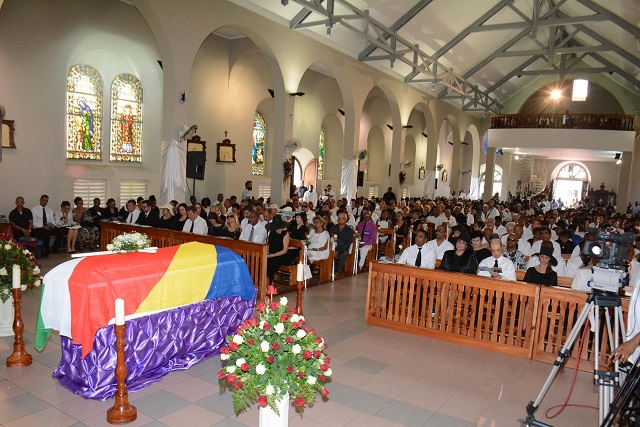
Gedenkgottesdienst für James Mancham, den ersten Präsidenten der Seychellen, 12. Januar 2017.

Die Cathédrale de l’Immaculée-Conception de Victoria (auch: Immaculate Conception Cathedral Cathedral of Victoria, Kathedrale der Unbefleckten Empfängnis) ist eine römisch-katholische Kathedrale in Victoria, der Hauptstadt des afrikanischen Inselstaates Seychellen, auf der Insel Mahé.

## Lage
Die Kirche steht in der Olivier Maradan Street im Nordosten des Distrikts La Rivière Anglaise in der Nähe zum Victoria Clocktower (Tour de l’Horloge) und zur anglikanischen Kathedrale. Nach Norden schließt sich ein Park-Hügel an, der die Grenze zum Distrikt Mont Buxton bildet. Die Kirche steht leicht erhöht über der Straße. Eine Freitreppe führt zum Eingang. Sie ist nach Norden ausgerichtet.

## Architektur
Die Kirche wurde 1874 mit Reminiszenzen an den französischen Kolonialstil gebaut. Die dreischiffige Kirche hat einen kreuzförmigen Grundriss und Rundbogenfenster. Das Dach wird durch eine einfache Balkenkonstruktion getragen. Der Eingang wird durch einen Portikus mit acht schlanken Säulen überdacht. Auf der Nordseite sind in den Winkeln zwischen den Kreuzarmen und dem Langschiff niedrigere Gebäude angebaut.

## Verwaltung
Die Kirche dient als Bischofssitz des Bistums Port Victoria (Dioecesis Portus Victoriae / Dioecesis seychellarum), das 1892 von Papst Leo XIII. eingerichtet wurde. Der erste Umbau der Kathedrale begann noch im selben Jahr.